# Michael McElroy
Michael McElroy (Shaker Heights, 1967) è un attore e cantante statunitense.

## Biografia
Nato a Shaker Heights, nell'Ohio, Michael McElroy ha studiato alla Carnegie Mellon University e nel 1990 si è trasferito a New York, facendo il suo debutto a Broadway nel 1992 con il musical The High Rollers Social and Pleasure Club. Negli anni successivi tornò a recitare a Broadway in numerosi musical, tra cui The Who's Tommy nel 1993, The Wild Party nel 1993 e Rent nel 1997, nel 1999 e nel 2008.
Nel 2004 interpretò lo schiavo fuggitivo Jim in Big River, un adattamento musicale di Le avventure di Huckleberry Finn, e per la sua performance fu candidato al Drama Desk Award e al Tony Award al miglior attore non protagonista in un musical. Nel 2009 tornò a Broadway nel musical Premio Pulitzer Next to Normal, nel cui cast rimase fino al 2011, mentre nel 2017 recitò accanto a Jake Gyllenhaal nel terzo revival di Broadway di un altro musical premiato con il Premio Pulitzer, Sunday in the Park with George.

## Filmografia parziale

### Cinema
- Stonewall, regia di Nigel Finch (1995)
- Romance & Cigarettes, regia di John Turturro (2005)

### Televisione
- Spin City - serie TV, 1 episodio (1999)
- Great Performances - serie TV, 2 episodi (2001-2005)
- Canterbury's Law - serie TV, 1 episodio (2008)
- Rent: Filmed Live on Broadway - film TV (2008)

## Doppiatori italiani
- Alessandro Ballico in Romance & Cigarettes